# Hanna Dunowska
Hanna Dunowska (Mińsk Mazowiecki, 1958. december 18. – 2019. augusztus 1.) lengyel színésznő.

## Filmjei
Mozifilmek
- Czułe miejsca (1981)
- Punkty za pochodzenie (1983)
- Sem stikhiy (1984)
- Befejezés nélkül (Bez końca) (1985)
- Koniec sezonu na lody (1988)
- Zamknąć za sobą drzwi (1988)
- Gorzka miłość (1990)
- Femina (1991)
- Lengyel konyha (Kuchnia Polska) (1991)
- Hekusok (Psy) (1992)
- Для домашнього огнища (1992)
- Łza księcia ciemności (1992)
- Gladiator do wynajęcia (1993)
- Harry evangéliuma (Gospel According to Harry) (1994)
- Tűréshatáron túl (Blood of the Innocent) (1994)
- Szeretteink (Wszyscy moi bliscy) (1999)
- A megmentő (Out of Reach) (2004)
- Miasto z morza (2009)

Tv-filmek
- Franka - żona Chama (1990)
- Kuchnia Polska (1992)

Tv-sorozatok
- Pan na Żuławach (1985–1986, kilenc epizódban)
- 07 jelentkezz! (07 zgłoś się) (1987, három epizódban)
- W labiryncie (1989, egy epizódban)
- Mágusok (Spellbinder) (1997, nyolc epizódban)
- Na dobre i na złe (2000–2011, 13 epizódban)
- Samo życie (2002, egy epizódban)
- Zaginiona (2003, három epizódban)
- Glina (2004, egy epizódban)
- Tak miało być (2005, egy epizódban)
- Pensjonat pod Różą (2005, két epizódban)
- Surviving Disaster (2006, egy epizódban)
- Kopciuszek (2006)
- Pierwsza miłość (2007–2008, 22 epizódban)
- Determinator (2008, három epizódban)
- Kryminalni (2008, egy epizódban)
- Ranczo (2009, egy epizódban)
- Na krawędzi 2 (2014, egy epizódban)
- Prawo Agaty (2014, egy epizódban)
- Przyjaciółki (2015–2016, nyolc epizódban)